# 兵庫県立図書館
兵庫県立図書館（ひょうごけんりつとしょかん）は、日本の都道府県立図書館の1館として兵庫県が設置している公立図書館である。
本館所在地は県庁所在地の神戸市でなく明石市の兵庫県立明石公園（明石城跡）内で、同時に開館した明石市立図書館旧本館と一体の建物になっていたものの、運営主体が県と市でそれぞれ異なるため通路を経由して両館を互いに行き来することは出来なかった。明石市立図書館は2017年（平成29年）1月に約700メートル南下した明石駅前の複合商業施設「パピオスあかし」内へ移転し「あかし市民図書館」となったが、同年8月には旧本館の2階で市の郷土資料収集に特化した「あかしふるさと図書館」が開設された。しかし、2020年3月をもって閉館した。
本館が開館当初に有していた「県市合同」のコンセプトで整備された県立図書館は、他にオーテピア高知図書館（高知県・高知市合同）とミライon図書館（長崎県・大村市合同）がある。
2023年（令和5年）時点での蔵書数は約66万冊。

## 沿革
全国の都道府県立図書館本館としては最も遅く、1974年（昭和49年）10月に開館した図書館である。その背景には明治末に県庁所在地で開館し、今なお全国屈指の規模を誇る公立図書館である神戸市立図書館の存在が大きいとされ、明石市の市立図書館開館に合わせて県市一体で施設を整備して開館に至った経緯がある。そのため全国の都道府県立図書館としては唯一、開館から一度も県庁所在地に本館を置いたことがない特異な歴史を持つ。開館の時点で本館が都道府県庁所在地以外の都市にある図書館は他に北海道立図書館（1967年に札幌市から江別市へ移転）のみであったが、後に機能分散の観点から大阪府立図書館（東大阪市）、埼玉県立図書館（熊谷市）、ミライon図書館（長崎県・大村市合同）などが都道府県庁所在地以外の都市へ本館を移している。
開館当初は隣接する明石市立図書館との役割分担もあり、東京都立図書館と同様に一般への直接貸し出しを実施せず県内の市町が設置する公立図書館への協力貸し出しのみを行っていたが、2001年（平成13年）から一般貸し出しを開始した。
明石市立図書館が移転したのと同時期の2016年（平成28年）から2018年（平成30年）3月末までは、本館の老朽化により耐震補強工事が必要になったことから大明石町のビルを借り上げて仮本館とし、神戸市西区の民間倉庫を仮設書庫として運営されていた。

## サービス
蔵書の閲覧は自由だが、貸し出しには登録が必要。登録要件は、兵庫県内在住・在勤・在学であること。貸し出し期間は3週間（貸出日から22日以内）で、1回のみ3週間の延長も可能。国立国会図書館や他の図書館等の所蔵資料についても、借り受けて館内閲覧が可能。インターネット貸し出しサービスが提供されており、県内在住であれば、居住地の図書館の中央館での貸し出し、返却も可能。

### 休館日
- 毎週月曜日[5]
- 毎月第3木曜日[5]
- 年末年始（12月29日 - 1月3日）[5]
- 特別図書整理期間（春季に2週間以内）[5]

## 立地
周辺環境
- 兵庫県立明石公園
  - 兵庫県立明石公園球技場兼自転車競技場（1961年まで明石競輪場）
- 明石市立文化博物館
- 明石市立明石小学校

アクセス
- JR西日本 明石駅・山陽電鉄 山陽明石駅から北へ600メートル。
- 神姫バス・山陽バス 上ノ丸、上ノ丸3丁目、上ノ丸郵便局前の各バス停から西へ。

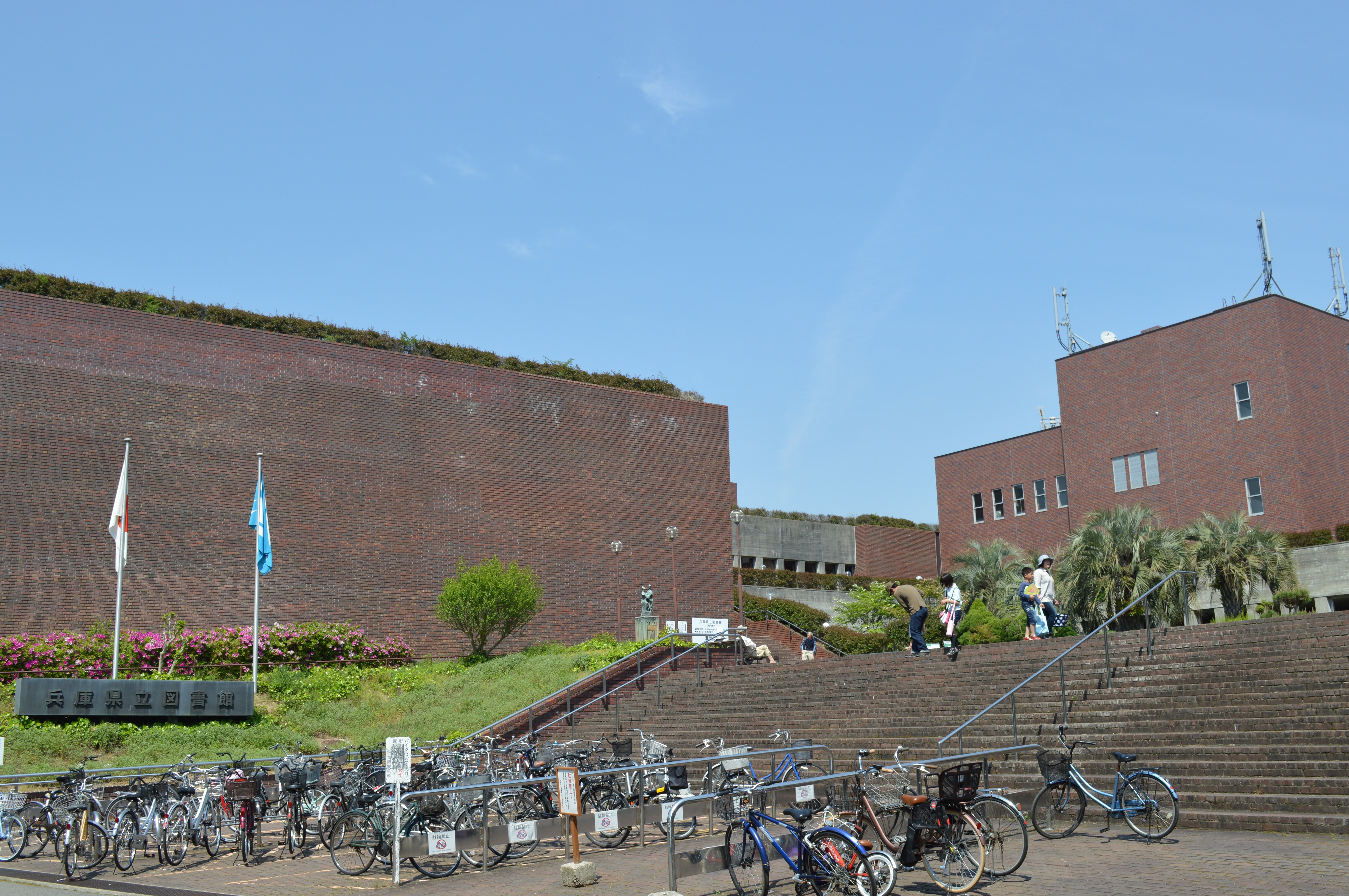
玄関
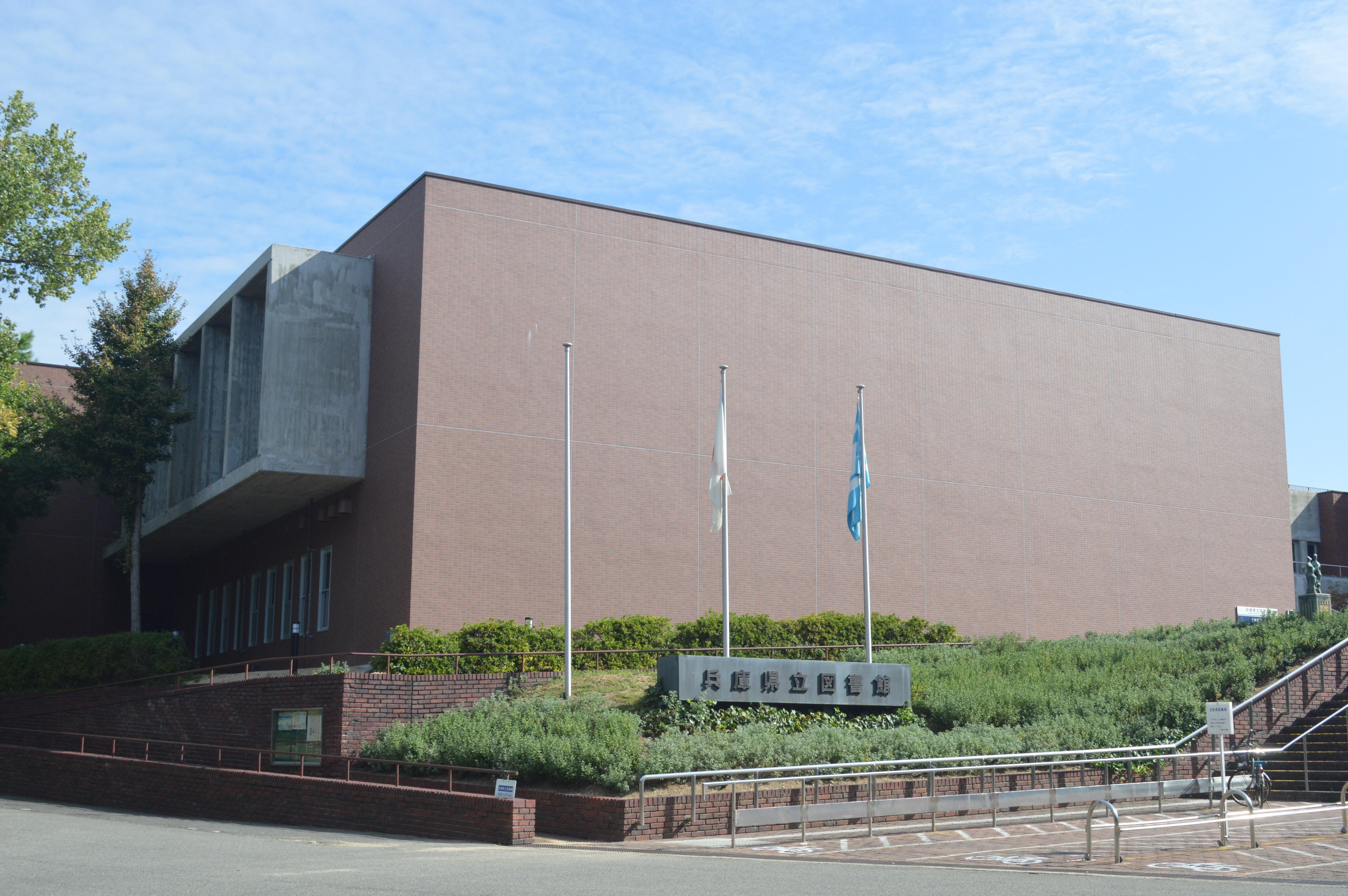
西側
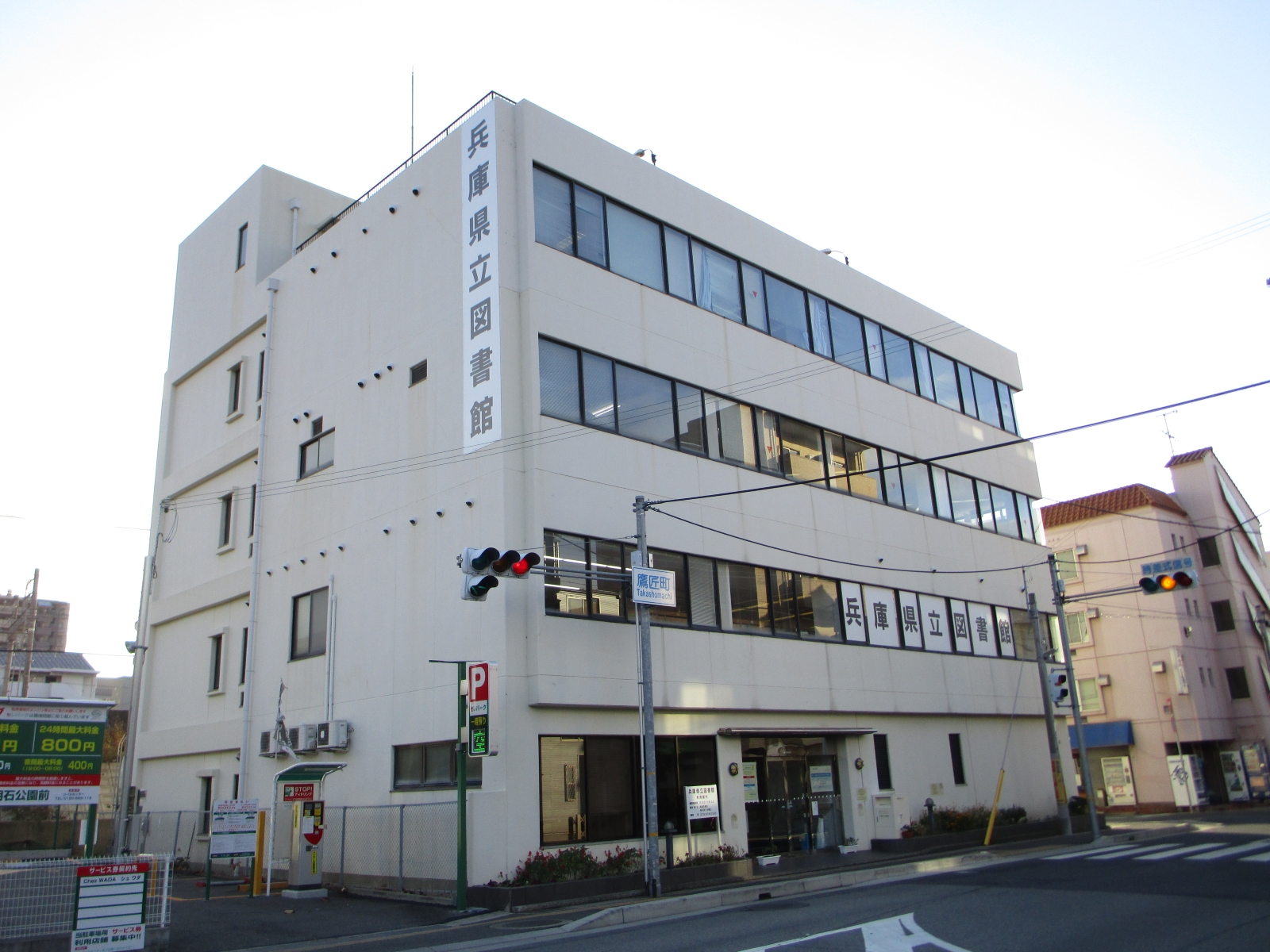
2016年9月から2018年3月まで使用されていた仮本館